# Torsten Wiesel
Torsten Nils Wiesel (Uppsala, 1924. június 3. –) svéd neurofiziológus. 1981-ben az agy látókérgének információfeldogozását érintő kutatásaiért orvostudományi Nobel-díjban részesült.

## Tanulmányai
Torsten Wiesel 1924. június 3-án született a svédországi Uppsalában. Apja, Fritz S. Wiesel a Stockholm melletti Beckomberga Hospital elmegyógyintézet pszichiáter főorvosaként dolgozott; anyja Anna-Lisa Wiesel (lánykori nevén Bentzer) volt. Öt gyerekük közül Torsten volt a legfiatalabb. A család az apa szolgálati lakásában lakott a kórház területén és Torsten onnan buszozott be Stockholmba, a Whitlockska Samskolan magániskolába. Saját bevallása szerint lusta és csínytevő diák volt, aki csak a sportban jeleskedett, de 17 évesen elkezdte komolyan venni a tanulást és a középiskola után felvették a Karolinska Intézet (Svédország legtekintélyesebb egyeteme) orvosi szakára. Apja hatására a pszichiátria felé specializálódott, már egyetemistaként egy évet dolgozott különböző elmekórtani osztályokon. Az egyetemen Carl Gustaf Bernhard és Rudolf Skoglund idegélettan-professzorok hatására érdeklődése a központi idegrendszer működésének kutatása felé fordult. Orvosi diplomáját 1954-ben kapta meg.

## Pályafutása
Diplomájának megszerzése után Wiesel a Karolinska Intézetben maradt és Bernhard laboratóriumában kezdte meg kutatásait. Ezzel párhuzamosan pszichológiát oktatott és az egyetemi kórház gyermekpszichiátriai osztályán dolgozott. A következő évben az amerikai Stephen Kuffler posztdoktori ösztöndíjjal meghívta laboratóriumába, a Johns Hopkins Egyetem Wilmer Intézetébe. Wiesel a látókéreg működését vizsgáló csapatba került. 1958-ban adjunktusi szerződést kapott. Ugyanebben az évben megérkezett a laboratóriumba David Hubel, akit Wiesel mellé osztottak be; a két kutató együttműködése ezután huszonöt éven át tartott.
Kuffler 1959-ben átment a Harvard Egyetemre, Wiesel és Hubel pedig a csapata tagjaiként követték őt. Wiesel a Harvard orvosi szakán lett farmakológiai előadó és a következő 24 évben az egyetemen maradt. 1964-ben kutatócsoportjukból létrehozták a neurobiológiai tanszéket, amelynek Kuffler volt az első vezetője. Wieselt 1968-ban professzorrá nevezték ki, 1971-ben pedig ő követte Kufflert a tanszék élén. 

### Munkássága
Wiesel és Huber a Harvardon is folytatta korábbi kutatásait a látókéreg működéséről. 1959-ben kezdődő kísérletsorozatukban mikroelektródákat helyeztek az altatott macskák agykérgébe és különböző mintákat tartalmazó képeket tettek a szemük elé. Kísérleteikkel kiderítették, hogy a retinát érő fényingerek hogyan alakulnak át az agyban komplex képekké. Felfedezték, hogy a látókéregben a neuronok oszlopokba rendeződnek.
Miután tudomásukra jutott, hogy a hályoggal született csecsemők azután sem nyerik vissza teljesen a látásukat, miután a hályogot sebészetileg eltávolították, újabb kísérletekbe kezdtek. Az újszülött kismacskák fél szemét letakarva felfedezték, hogy ha elég hosszú ideig (hónapokig) megmarad a takarás, akkor az állatok arra a szemükre megvakulnak. Felnőtt állatoknál hasonló hatás nem volt megfigyelhető. Ezáltal bebizonyították, hogy a gyerekek agyának fejlődése korai időszakában van egy kritikus szakasz, amely során kialakul az agyban a retina jeleit feldolgozó struktúra, és ehhez feltétlenül szükség van vizuális ingerekre.
Hubel és Wiesel háromfajta sejtet azonosított a látókéregben, amelyek megkülönböztetése azon alapul, hogy milyen vonásokkal rendelkező ingerekre válaszolnak leginkább. Az egyszerű sejtek akkor válaszolnak, ha receptív mezőjükbe egyenesek vetülnek (például egy vékony vonal vagy a sötét és világos területeket elválasztó éles határ). A legnagyobb választ a függőleges egyenes váltja ki, és a válasz erőssége úgy csökken, ahogy az irány az optimálistól eltér. Más egyszerű sejtek más irányokra és helyzetekre vannak hangolva. A komplex sejtek is egy bizonyos irányú élre érzékenyek, de nem igénylik, hogy az inger egy megadott helyen legyen a receptív mezőn belül. Egy komplex sejt a receptív mezőben bárhol megjelenő ingerre válaszol, és folyamatosan aktív, míg az inger a receptív mezőn keresztülhalad.
A hiperkomplex sejtek viszont nemcsak az inger irányát követelik meg, hanem a hosszúságát is. Ha az inger az optimálisnál hosszabb, a válasz csökken, és teljesen meg is szűnhet. Hubel és Wiesel eredeti beszámolói óta a kutatók olyan sejteket is találtak, amelyek a vonalakon és az éleken kívül más formákra is válaszolnak, például meghatározott hosszúságú sarkokra és szögekre érzékeny hiperkomplex sejteket.
1981-ben a szintén agykutató Roger Sperry mellett Torsten Wieselnek és David Hubelnek ítélték az orvostudományi Nobel-díjat "a vizuális rendszer információfeldolgozásának kutatásáért". Kuffler 1980-ban meghalt, így az ő neve már nem jöhetett számításba a díj odaítélésekor.
Wiesel 1983-tól a Rockefeller Egyetemen folytatta pályafutását előbb professzorként, majd a neurobiológiai laboratórium vezetőjeként. 1991 és 1998 között ő volt az egyetem elnöke. Nyugdíjazása után kinevezték a Rockefeller Egyetem Shelby White és Leon Levy Tudat-, Agy- és Viselkedéskutató Központjának igazgatójává. 2000 és 2009 között a strasbourgi székhelyű Human Frontier Science Program főtitkáraként dolgozott; a szervezet az élettudományok közötti interdiszciplináris együttműködéseket segíti elő. Egy ideig Wisel volt az elnöke a kínai Biológiai Tudományok Nemzeti Intézete tudományos tanácsadó testületének. Tagja a Pew Globális Éghajlatváltozást Kutató Központ igazgatóságának és az az Európai Agykutató Intézetnek.

## Elismerései
- 1971 Dr. Jules C. Stein-díj
- 1971 a brit Royal Society Ferrier-érme
- 1972 Lewis S. Rosenstiel-díj (Brandeis Egyetem)
- 1975 Freidenwald-díj
- 1977 Karl Spencer Lashley-díj (Amerikai Filozófiai Társaság)
- 1978 Louisa Gross Horwitz-díj
- 1979 Dickson-díj (Pittsburghi Egyetem)
- 1980 Ledlie-díj (Harvard Egyetem)
- 1981 Fiziológiai és orvostudományi Nobel-díj
- 1989 W.H. Helmerich III-díj
- 1996 Helen Keller-díj a látás kutatásért
- 1998 az Idegtudományi Társaság elnöki díja
- 2005 David Rall-érem
- 2005 Nemzeti Tudományos Érem
- 2006 a Spanyol Nemzeti Tudományos Tanács aranyérme
- 2007 Marshall M. Parks-érem
- 2009 A Felkelő Nap Rendje (Japán)

Wiesel tagja a Svéd Királyi Tudományos Akadémiának, a Szerb Tudományos és Művészeti Akadémiának és tiszteletbeli tagja az Indiai Nemzeti Tudományos Akadémiának. 2016 októberéig tiszteletbeli tagja volt a Magyar Tudományos Akadémiának is, de erről lemondott, ezzel tiltakozva a Népszabadság bezárása ellen.

## Családja
Torsten Wiesel 1956-ban feleségül vette Teeri Stenhammart. 1970-ben elváltak, gyerekük nem született. 1973-ban házasságot kötött Grace Ann Yeevel; lányuk, Sara Elisabeth Wiesel 1975-ben született. 1981-ben elváltak, majd Wiesel 1995-ben újra megnősült, harmadik felesége Jean Stein író, szerkesztő volt. Házasságukat 2007-ben bontották fel. 